# SS-Panzerregiment 12
Het SS-Panzerregiment 12 was een Duits tankregiment van de Waffen-SS tijdens de Tweede Wereldoorlog.

## Krijgsgeschiedenis

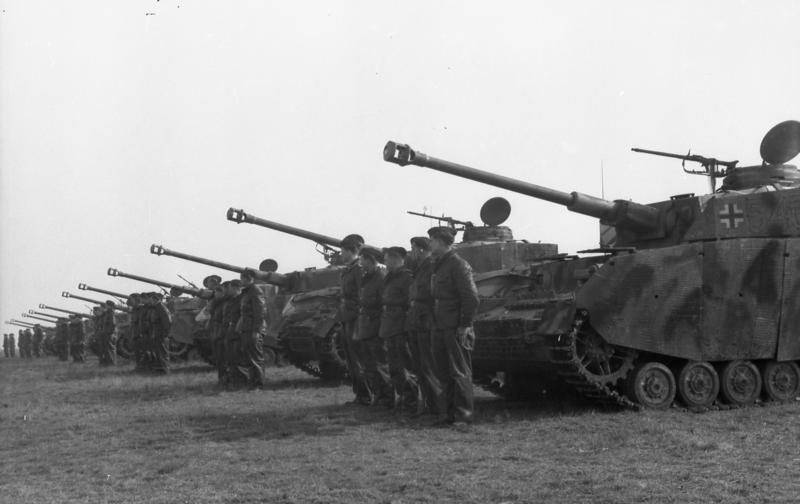
Paradeopstelling van het regiment in Frankrijk, maart 1944

SS-Panzerregiment 12 werd op 3 november 1943 opgericht in Mailly-le-Camp.
Het regiment maakte bij oprichting deel uit van de 12. SS-Panzer-Division Hitlerjugend en bleef dat gedurende zijn hele bestaan.
Het regiment capituleerde (met grote delen van de divisie) bij Enns aan Amerikaanse 65e Infanteriedivisie op 8 mei 1945.

## Samenstelling bij oprichting
- I. Abteilung met 4 compagnieën (1-4)
- II. Abteilung met 4 compagnieën (5-8)

## Wijzigingen in samenstelling
In november 1944 werd de I. Abteilung opnieuw gevormd als een gemengde Abteilung met twee Panther- en twee PzKw IV-compagnieën.
Voor het Ardennenoffensief werd de schwere Panzerjäger-Abteilung 560 toegevoegd aan de 12. SS-Panzer-Division Hitlerjugend, om in plaats te komen van het missende II. Abteilung. 

## Opmerkingen over schrijfwijze
- Abteilung is in dit geval in het Nederlands een tankbataljon.

## Commandanten
| Rang                   | Naam        | Begin           | Eind             |
| ---------------------- | ----------- | --------------- | ---------------- |
| SS-Obersturmbannführer | Max Wünsche | 3 november 1943 | 24 augustus 1944 |

SS-Obersturmbannführer Wünsche raakte in de Zak van Falaise gewond, probeerde te voet te ontsnappen, maar werd op 24 augustus door Britse troepen krijgsgevangen gemaakt bij Chambois.
Panzerregiment 1 · Panzerregiment 2 · Panzerregiment 3 · Panzerregiment 4 · Panzerregiment 5 · Panzerregiment 6 · Panzerregiment 7 · Panzerregiment 8 · Panzerregiment 9 · Panzerregiment 10 · Panzerregiment 11 · Panzerregiment 15 · Panzerregiment 16 · Panzerregiment 17 · Panzerregiment 18 · Panzerregiment 21 · Panzerregiment 22 · Panzerregiment 23 · Panzerregiment 24 · Panzerregiment 25 · Panzerregiment 26 · Panzerregiment 27 · Panzerregiment 28 · Panzerregiment 29 · Panzerregiment 31 · Panzerregiment 33  · Panzerregiment 35 · Panzerregiment 36 · Panzerregiment 39 · Panzerregiment 69 · Panzerregiment 80 · Panzerregiment 100 · Panzerregiment 101 · Panzerregiment 102 · Panzerregiment 116 · Panzerregiment 118 · Panzer-Lehr-Regiment 130 · Panzerregiment 201 · Panzerregiment 202 · Panzerregiment 203 · Panzerregiment 204 · Schweres Panzer-Regiment Bäke · Panzerregiment Brandenburg · Panzerregiment Coburg · Panzerregiment Feldherrnhalle · Panzerregiment Feldherrnhalle 2 · Panzerregiment Hermann Göring · Panzerregiment Großdeutschland · Panzerregiment Kurmark · Panzerregiment von Lauchert · Panzerregiment Major Rettemeier · Fallschirm-Panzerregiment 1 · Fallschirm-Panzerregiment 21 · SS-Panzerregiment 1 LSSAH · SS-Panzerregiment 2 · SS-Panzerregiment 3 · SS-Panzerregiment 5 · SS-Panzerregiment 9 · SS-Panzerregiment 10 · SS-Panzerregiment 11 · SS-Panzerregiment 12